# صوفيا يابلونسكا
صوفيا يابلونسكا- أودين (بالأوكرانية: Софія Яблонська-Уден)‏؛ بالفرنسية: Sophie Yablonska-Oudin؛15 مايو 1907م – 4 فبراير 1971م) كاتبة رحلات ومصورة أوكرانية فرنسية ومهندسة معمارية. ولدت في منطقة هابسبورغ غاليسيا، لكنها عاشت بشكل متجول. انتقلت عائلتها إلى روسيا خلال الحرب العالمية الأولى وعادت إلى غرب أوكرانيا في عام 1921م. في أواخر عشرينيات القرن الماضي هاجرت إلى باريس. في باريس، أصبحت يابلونسكا صحفية وبدأت تسافر حول العالم؛ استخدمت فيما بعد هذه الخبرات لكتابة ثلاثة كتب. تقاعدت يابلونسكا في نويرموتييه في عام 1950م مع زوجها وأطفالها الثلاثة (بما في فيهم سيناتور فرنسا المستقبلي: جاك أودين) وأصبحت مهندسًا معماريًا.

## حياة سابقة
ولدت صوفيا يابلونسكا في 15 مايو 1907م في جيرمانيف (الآن تاراتسيفكا)، في مملكة غاليسيا ولودوميريا، بالقرب من ليمبورغ (لفيف حاليًا). كان والدها إيفان يابلونسكي، وهو كاهن وطبيب روسي وأوكراني كاثوليكي يوناني، وكانت والدتها أيضًا من عائلة كهنوتية.
أثناء الانسحاب الكبير، انسحاب الجيش الإمبراطوري الروسي من غاليسيا في عام 1915م، أخذ إيفان العائلة إلى تاغانروغ، في جنوب روسيا. في عام 1921م، عاد آل يابلونسكا إلى غاليسيا، وأقاموا أولاً في كوزيوفا ثم في يالينكوفا. استدعت الصعوبات الاقتصادية تفكك الأسرة في يالينكوفا. عاشت صوفيا وشقيقها، ياروسلاف، في البداية مع أقارب في يزلوفيتس، بالقرب من بوتشاتش، لكنهما انتقلا بعد ذلك إلى ترنوبل. هناك، حضرت صوفيا صالة للألعاب الرياضية ودرست الخياطة وضبط الحسابات والتمثيل. في عام 1927م، هاجرت إلى باريس، وعمرها 20 عامًا، لتلتحق بمدرسة السينما وتصبح ممثلة. وجدت يابلونسكا لأول مرة عملاً كمنظف زجاج، لكنها حصلت في النهاية على دور صغير في فيلم باثي. عملت أيضًا كعارضة أزياء.

## مهنة الصحفية والسفر
أثناء إقامتها في باريس، قامت يابلونسكا بتكوين صداقات في المشهد الفني الباريسي. كان من بينهم ستيبان ليفينسكي، مستشرق ومهاجر أوكراني زميل. أقنع ليفينسكي يابلونسكا بأن تصبح مراسلة مصورة وأن تسافر حول العالم. ستأخذها حياتها المهنية إلى المغرب والصين وسريلانكا ولاوس وكمبوديا وجاوة وبالي وتاهيتي وأستراليا والولايات المتحدة وكندا. خلال الثلاثينيات من القرن الماضي، نشرت قصصًا عن رحلاتها في المجلات الجاليكية مثل: عيد الأم(بالأوكرانية: Жіноча доля)‏ ، بيت جديد(بالأوكرانية: Нова хата)‏  أعمال يابلونسكا ورحلاتها جعلتها واحدة من أوائل المصورات السينمائيات الوثائقية. كان الموضوع المتكرر لعملها هو الآثار السلبية للاستعمار الأوروبي على الثقافة المحلية والصعوبات التي تواجهها مع الأوروبيين الغربيين.
دار النشر الأوكرانية بيرميد Pyramid (publisher) [Піраміда (видавництво)] أعادت نشر مجلات السفر الثلاث ليابلونسكا في عام 2015م.

### المغرب
في أوائل عام 1929م، سافرت يابلونسكا إلى المغرب وأمضت ثلاثة أشهر في البلاد. استخدمت فيما بعد خبراتها هناك لكتابة سحر المغرب:شار ماروكو؛ (بالأوكرانية: Чар Марокко)‏، نشرته جمعية شيفتشينكو العلمية عام 1932م. الكتاب عبارة عن مجموعة من لقاءات يابلونسكا مع الثقافة المغربية التقليدية، منظم مثل يوميات وقد تم توضيحه بـ 12 صورة. تمت ترجمته إلى الفرنسية عام 1973م بواسطة مارتا كاليتوفسكا. تم نشر نسخة ألمانية منسحر المغرب عام 2020م.

### الصين
عادت يابلونسكا إلى فرنسا من المغرب في نفس عام مغادرتها. وجدت عملًا في إنتاج أفلام وثائقية مع أفلام مجتمع الهند الصينية والسينما وإلهامًا من ليفنسكي، وقررت السفر إلى الصين. هناك، أثناء تصوير الفيلم، قابلت جان أودين، السفير الفرنسي، الذي تزوجته عام 1933م. كان للزوجين ثلاثة أطفال في الصين والهند الصينية الفرنسية، وأقاموا في كلا البلدين حتى عام 1946م. استخدمت يابلونسكا شركة وهمية كواجهة لتسجيل حركة المرور اليومية في الشوارع في الصين، وعرفت المارة الصينيين على الثقافة الأوكرانية. كتبت يابلونسكا من أرض الأرز والأفيون:Z kraïny ryzhu ta opiiu ؛ З країни рижу та опію)، التي نُشرت عام 1936م، من تجاربها في الصين وجنوب شرق آسيا. وفي 1939م تبعتها آفاق بعيدةFar Horizons،Daleki obriï ؛ Далекі обрії).

## العودة إلى فرنسا
عادت يابلونسكا وعائلتها إلى باريس عام 1946م. انتقلوا في عام 1950م إلى جزيرة نويرموتييه،حيث عملت كمهندسة معمارية، توفي جان في عام 1955م. توفيت يابلونسكا في حادث سيارة في 4 فبراير 1971م، بينما كانت في طريقها إلى باريس ومعها مخطوطة عملها النهائي،وزنان- مقياسان:Dvi vahy - dvi miry ؛ Дві ваги - дві міри). دُفنت صوفيا وجان بجانب بعضهما البعض في فرنويل بإيفلين ولكن أعيد دفنهما في نويرموتييه في عام 1973م.

## قائمة الأعمال

### كتب

#### كتابة الرحلات
- سحر المغرب:شار ماروكو؛(بالأوكرانية: Чар Марокко)‏ رحلات
  - أوكرانيا: لفيف: جمعية شيفتشينكو العلمية، لفيف، 1932م، 81406147 ؛
  - فرنسا: باريس، 1973م (بالفرنسية) 461501331 ؛
  - أوكرانيا: رودفيد، 2018م (بالأوكرانية)(ردمك 978-617-7482-27-6) ؛
  - ألمانيا: كيوبيدو، ليتراورفيرلاغ 2020 م (بالألمانية)(ردمك 978-3966750103) ؛
- من أرض الأرز والأفيون:Z kraïny ryzhu ta opiiu ؛ З країни рижу та опію):
  - أوكرانيا: لفيف: مكتبة «ديلا» (مجلدان) عام 1936 (باللغة الأوكرانية)234320099 ؛
  - فانس: باريس: نوفي. éd. خطوط، شرطي. 1986م (بالفرنسية)(ردمك 2-7233-0338-1) /(ردمك 9782723303385) ؛
  - أوكرانيا: رودفيد 2018م (بالأوكرانية)(ردمك 978-617-7482-28-3) ؛
- وزنان، مقياسان Dvi vahy - dvi miry ؛ Дві ваги - дві міри ؛ حكايات ومقالات:
  - فرنسا: باريس 1972 (بالأوكرانية)8970309.
  - فرنسا: باريس 1972م (بالفرنسية).
- السنة المسحورة: جديد
  - فرنسا: باريس، لا جيرينيير] [م. كاليتوفسكا] 1972م (بالفرنسية)
- آفاق بعيدةFar Horizons،Daleki obriï ؛ Далекі обрії
  - أوكرانيا: لفيف: مكتبة «ديلا» (مجلدين): 193944819137.
  - فرنسا: باريس، طبعات لاتينية جديدة 1977م (بالفرنسية)(ردمك 2-7233-0003-X) /(ردمك 9782723300032).
  - أوكرانيا: كييف: رودوفيد 2018م (بالأوكرانية)(ردمك 978-617-7482-29-0).
- طفولتي في أوكرانيا: ذكريات والديKniga pro bat: ': ka z mogo ditinstva؛ كتاب عن والدي: منذ طفولتي:
  - فرنسا: 1977م.
  - فرنسا: باريس، طبعات لاتينية جديدة، 1981م (بالفرنسية)(ردمك 2-7233-0114-1) /(ردمك 9782723301145).
  - فرنسا: Edmonton Paris Slovo [1978] Paris Impr. PIUF (بالأوكرانية)461588983.

#### التصوير
- تيورا: صوفي جابلونسكا (مقدمة: أوكسانا زابوزكو):
  - أوكرانيا: كييف: رودوفيد 2018م (باللغة الأوكرانية، صور صوفيا يابلونسكا أودين)(ردمك 978-966-7845-40-7).